# 카탈루냐 오베르타 대학교
카탈루냐 오베르타 대학교(카탈루냐어: Universitat Oberta de Catalunya, UOC, 영어: Open University of Catalonia)는 스페인 바르셀로나에 위치한 사립 개방 대학교이다.
이 대학교의 학부, 대학원 프로그램들을 심리학, 컴퓨터 과학, 정보화 사회, 경제학 등의 분야에서 카탈루냐어, 스페인어, 영어로 제공된다. 스페인, 안도라, 멕시코, 콜롬비아의 수많은 도시에 지원 센터를 두고 있다.

## 저명한 동문
- 메리 비어드 (2019)
- 알랭 투렌 (2007)